# Palats Sportu
Palats Sportu (Oekraïens: Палац Спорту, ⓘ) is een station van de metro van Charkov. Het station maakt deel uit van de Cholodnohirsko-Zavodska-lijn en werd geopend op 11 augustus 1978. Het metrostation bevindt zich in een industriegebied in het zuidoosten van Charkov, onder de kruising van de Moskovskyj Prospekt (Moskoulaan) en de Prospekt Petra Hryhorenka. Tot 1994 heette het station Komsomolska ("Komsomol"), tot 2016 heette het station  Marsjala Zjoekova ("Maarschalk Zjoekov"). Nabij station Palats Sportu is onder andere het Sportpaleis te vinden. Er kan worden overgestapt op diverse trolleybuslijnen naar woonwijken in de omgeving.
Het station is ondiep gelegen en beschikt over een perronhal met vierkante grijsmarmeren zuilen. De wanden langs de sporen zijn bekleed met roze geëmailleerde tegels en de vloer is geplaveid met rood, zwart en grijs graniet. Aan beide uiteinden van het eilandperron leiden trappen en roltrappen naar de twee ondergrondse stationshallen, die verbonden zijn met voetgangerstunnels onder de Moskovskyj Prospekt. Bij de naamsverandering van het station op 9 mei 1994 werd in een van de stationshallen een buste van Georgi Zjoekov onthuld.